# Kathedrale von Oaxaca

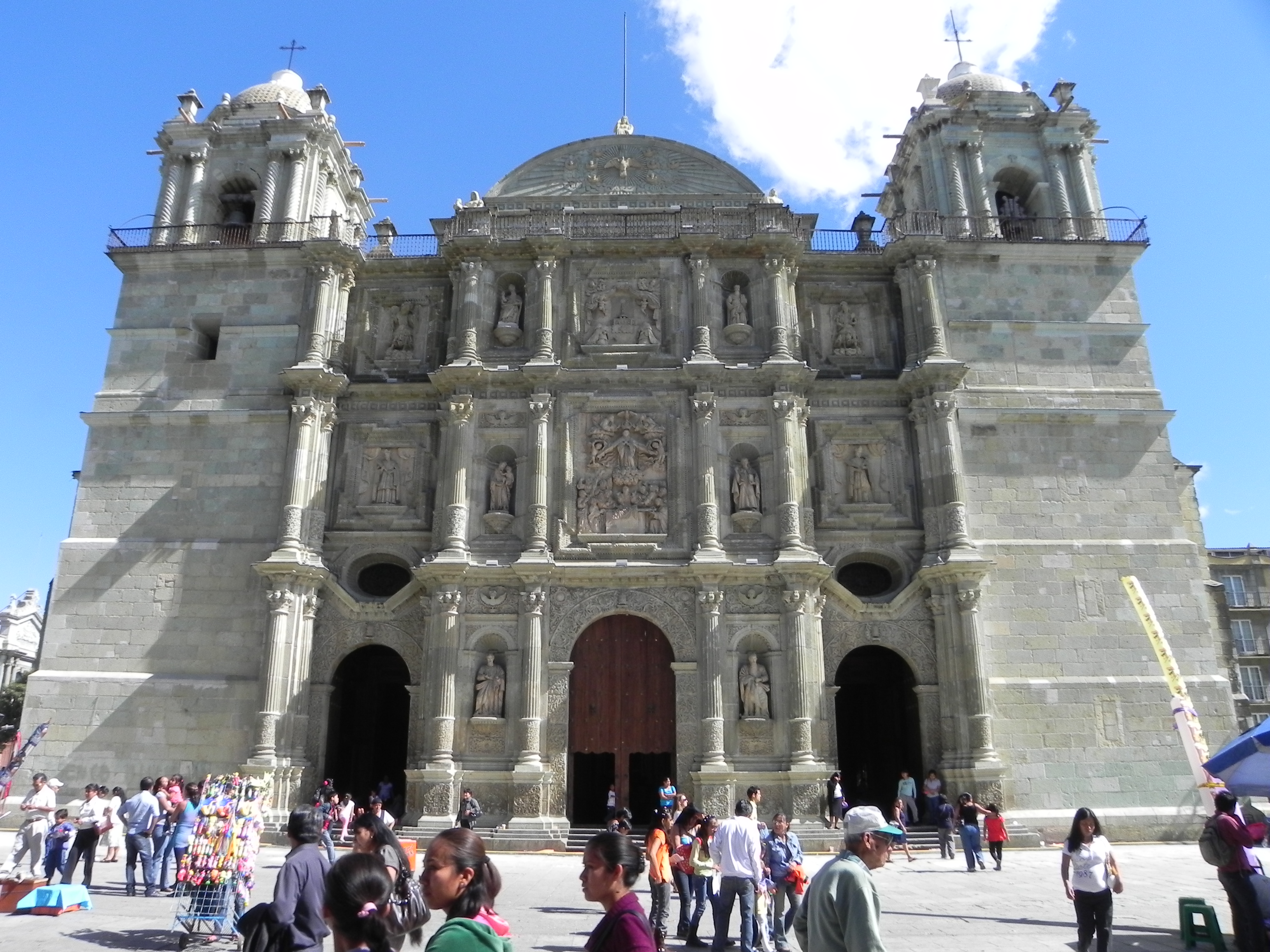
Kathedrale von Oaxaca

Die Kathedrale von Oaxaca (spanisch Catedral de Nuestra Señora de la Asunción) in der südmexikanischen Großstadt Oaxaca de Juárez ist die Hauptkirche des Erzbistums Antequera (alter Stadtname) und einer der größten und bedeutendsten Kirchenbauten des Landes.

## Geschichte
Nach der Eroberung Mexikos durch Hernán Cortés in den Jahren 1519 bis 1521 und nach seiner Ernennung zum Marques del Valle de Oaxaca (1529) gehörte der Süden Mexikos zum Machtbereich des Eroberers. Die Missionierung der Indios und somit auch der Bau von Kirchen lag jedoch hauptsächlich in den Händen des Dominikanerordens, der sich auch um die Errichtung der Kathedrale kümmerte, deren Bau nach der Gründung des Bistums Antequera am 21. Juni 1535 durch Papst Paul III. notwendig geworden war. Mit dem Bau der ersten Kathedrale wurde folglich noch im selben Jahr begonnen; aufgrund der teilweisen Zerstörungen durch Erdbeben zog sich die Weihe bis zum Jahr 1640 hin. Die Gewölbe des Mittelschiffs waren jedoch immer noch unvollendet und wurden erst im Lauf des späten 17. und frühen 18. Jahrhunderts eingezogen. Die abschließende Weihe erfolgte im Jahr 1733.

## Architektur

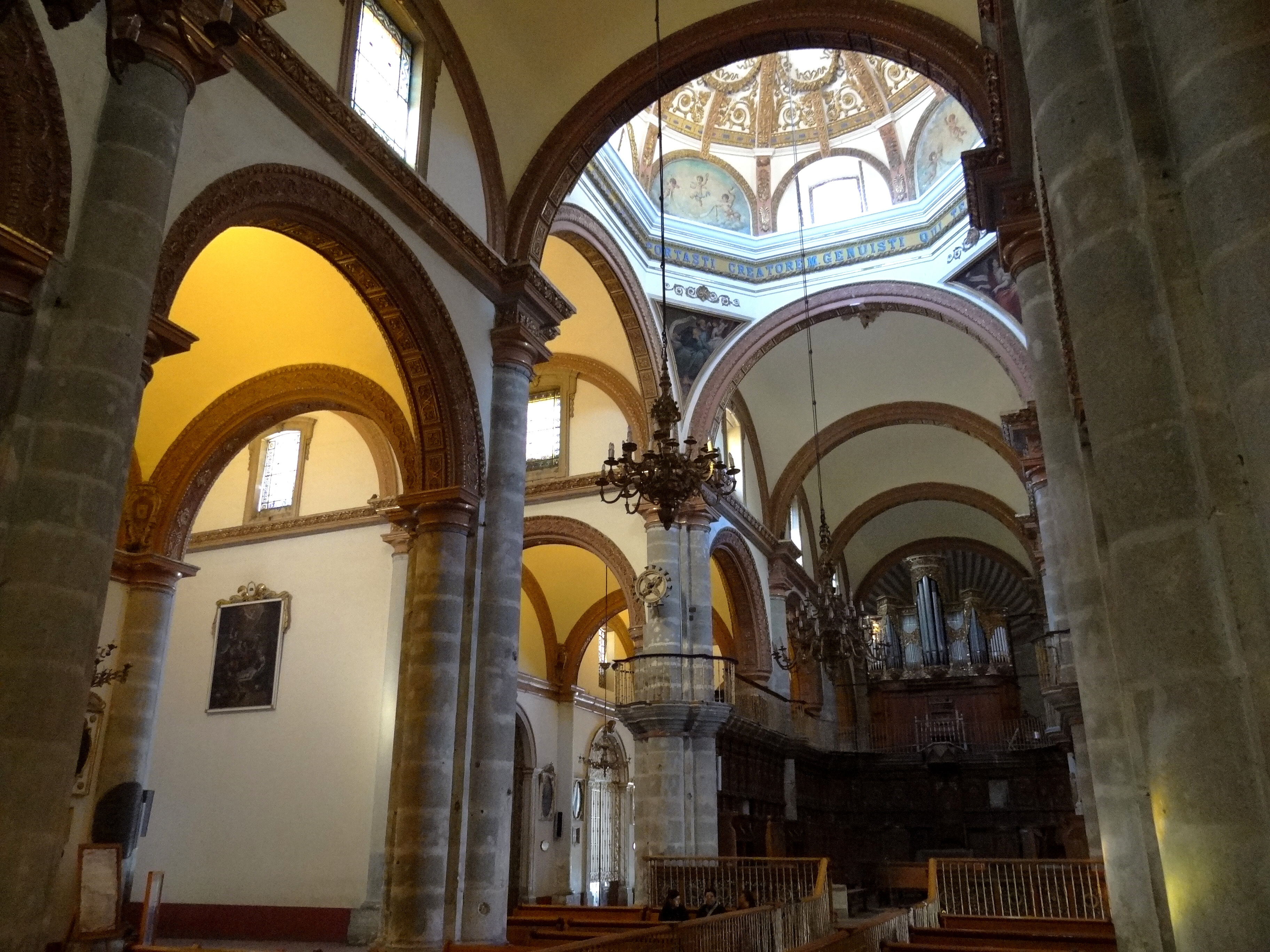
Gewölbe und Vierungskuppel

Der dreischiffige Bau präsentiert sich im Äußeren wie im Inneren eher streng und schmucklos. Lediglich der Mittelteil der mehrfach gegliederten Fassade ist durch in Nischen gestellte Figuren und figürliche Reliefs aufgelockert. Die seitlichen Türme stabilisieren zwar die Fassade, waren aber nach vorausgegangenen Zerstörungen durch wiederholte Erdbeben im Jahr 1931 so stark beschädigt, dass sie erneuert werden mussten. Sie sind durch Gesimse in Geschosse unterteilt; die – auch wegen ihrer gedrehten Säulen – barock anmutenden Glockengeschosse öffnen sich in alle Himmelsrichtungen.
Das durch Lünettenfenster belichtete basilikal angelegte Mittelschiff des Bauwerks ist nur ca. 12 m hoch, die Seitenschiffe messen dagegen nur ca. 8 m; alle Gewölbesegmente sind gebaucht, haben Pendentifs und wirken deshalb leicht kuppelartig. Dominant ist die ca. 20 m hohe dekorativ gestaltete und sowohl durch seitliche Fenster als auch durch eine mittige Laterne belichtete Vierungskuppel.

## Ausstattung
Die Ausstattung der Kathedrale beschränkt sich auf wenige Skulpturen und Gemälde sowie auf die erst im 19. und frühen 20. Jahrhundert eingefügten Glasfenster. Die Orgel stammt aus den Jahren 1711/12 und wurde in den Jahren 1996/97 restauriert.